# 哈奴曼·多卡

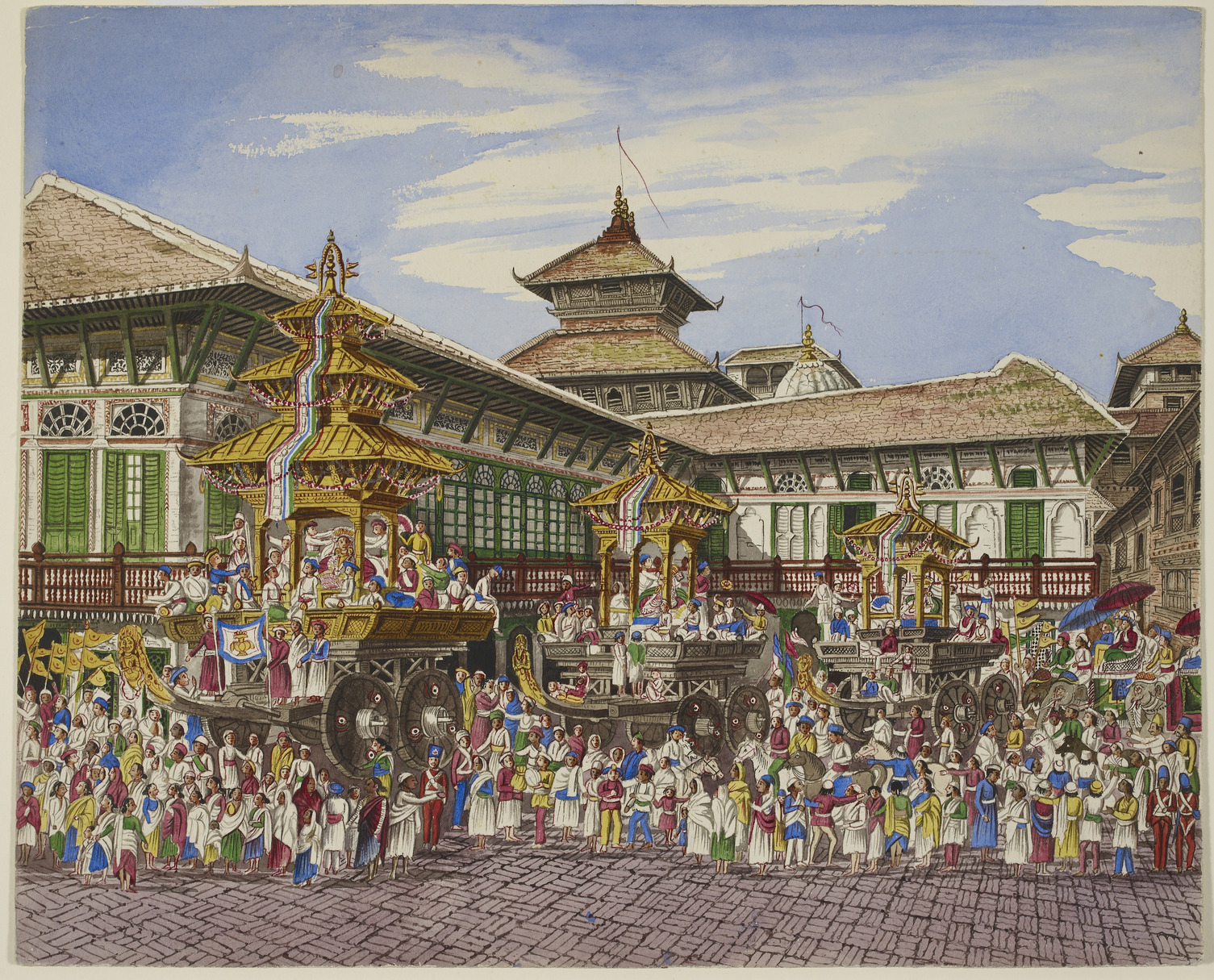
1850年代，正值库玛里节（Kumari Jatra）期间的哈奴曼·多卡

哈奴曼·多卡（英語：Hanuman Dhoka），位于尼泊尔加德满都王宫广场，是一组规模较大的建筑群，其中含有尼泊尔王国马拉王朝、沙阿王朝的王宫“哈奴曼·多卡王宫”，以及其他建筑。

## 历史

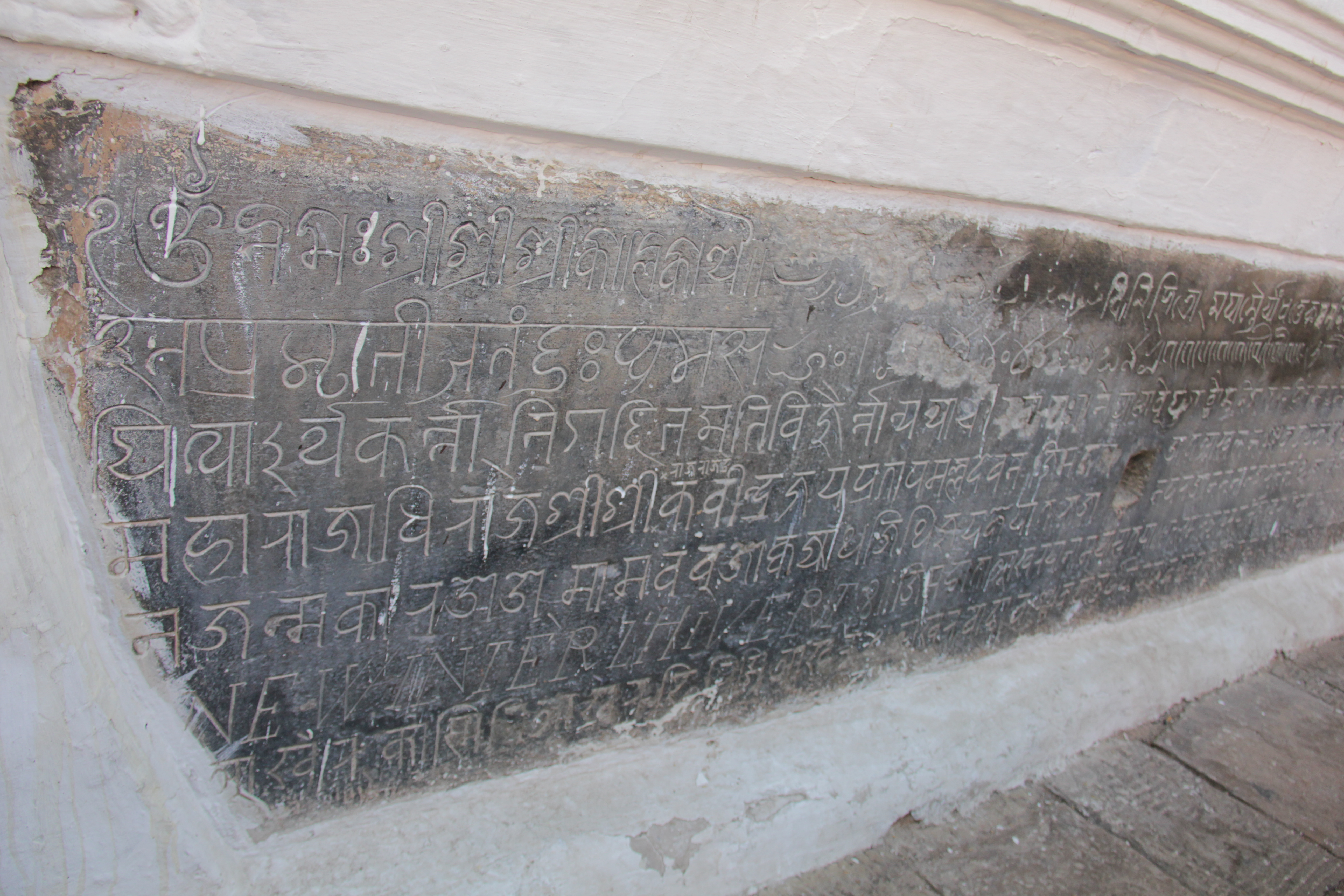
多语种刻石

哈奴曼·多卡意思是“哈奴曼门”，因印度教中的猴神哈奴曼而得名，“多卡”在尼泊尔语中是“门”的意思。这组建筑是尼瓦尔建筑的代表。
带有十个庭院的东翼是该组建筑中最古老的部分，创建年代可溯至16世纪中叶。17世纪，国王普拉塔普·马拉对其进行了扩建，增加了许多庙宇。北部的孙达里庭院（Sundari Chowk）和莫汉庭院（Mohan Chowk）都完工。1768年，国王普里特维·纳拉扬·沙阿（Prithvi Narayan Shah）在东南部新建了四座了望塔。王室一直居住在这里，直到1886年转移到纳拉扬希蒂王宫。外面的石刻用15种语言写就，传说如果所有这15种刻文都被念过，奶就会从这石碑中间流出。

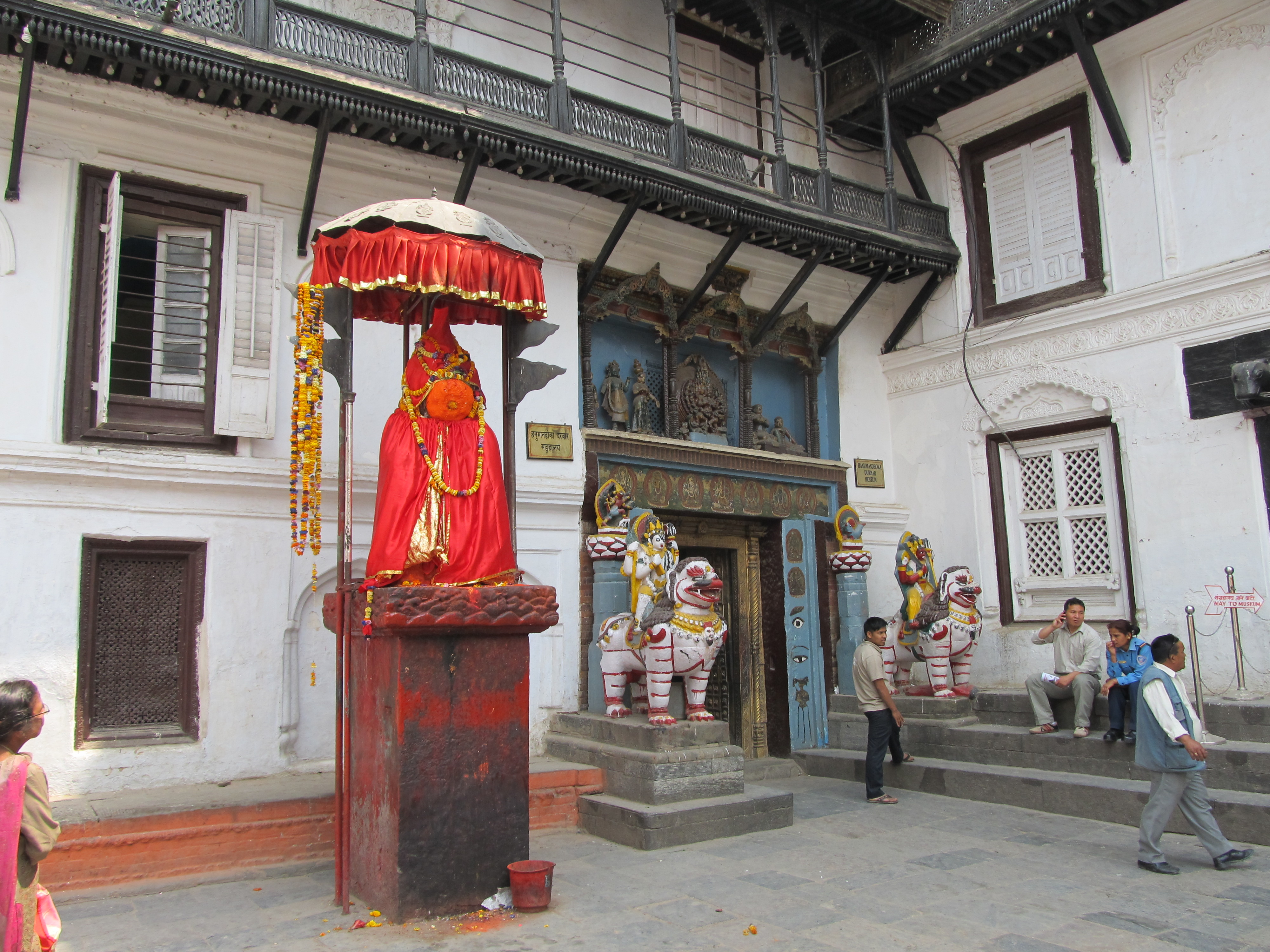
哈奴曼门（哈奴曼·多卡）通往老王宫的庭院。其左侧是哈奴曼的雕像

1979年，加德满都王宫广场作为加德满都谷地的组成部分之一，被联合国教科文组织列为世界遗产。哈奴曼·多卡被包含在加德满都王宫广场中，从而跻身世界遗产。
2015年尼泊尔地震中，该组建筑部分倒塌。

## 建筑

### 哈奴曼门（哈奴曼·多卡）

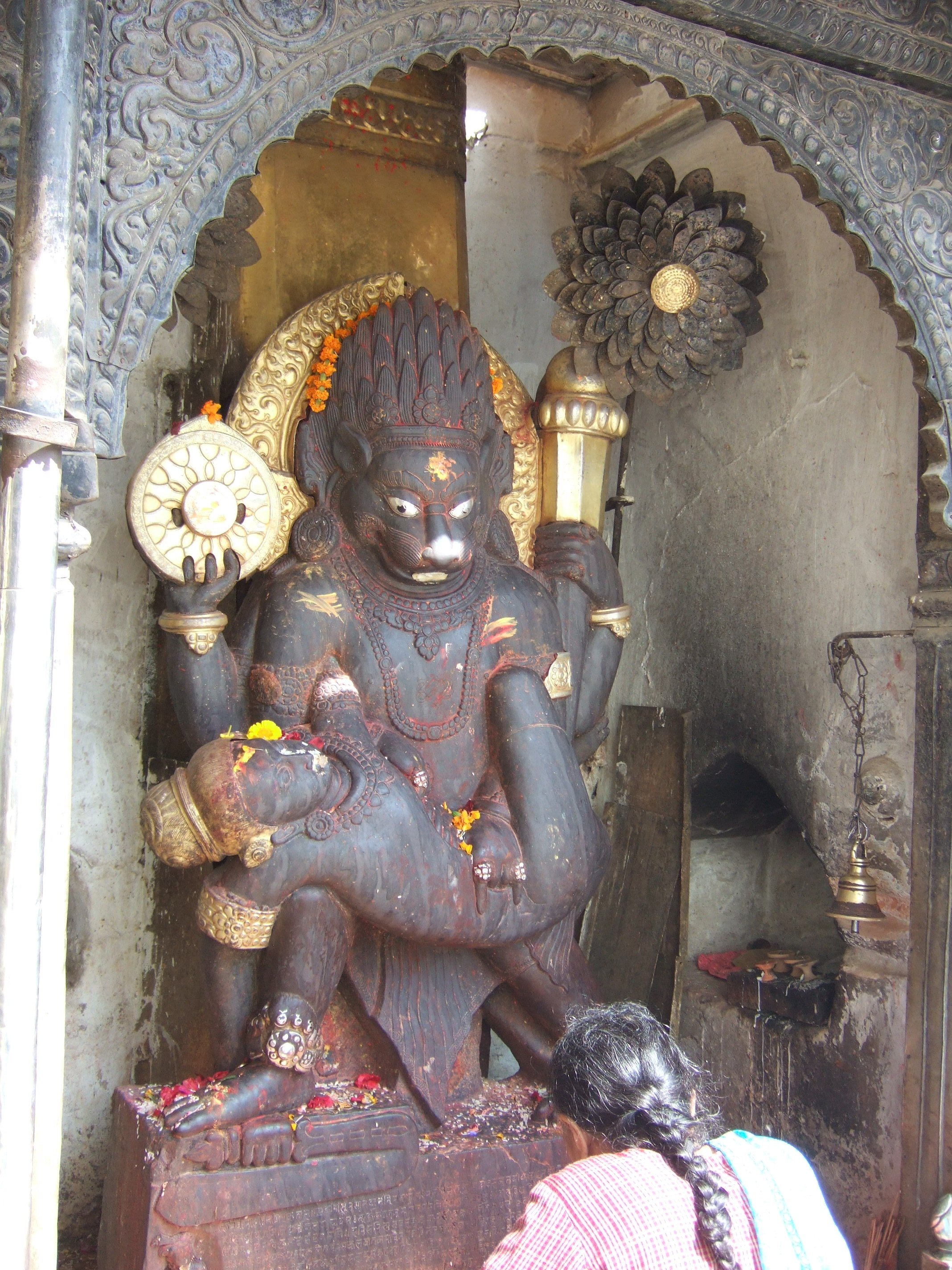
石雕那罗希摩正在吞噬恶魔金床

哈奴曼·多卡（即哈奴曼门）位于王宫广场东面，是整个王宫的入口。旁边有立于1672年的哈奴曼像，保卫着王宫。哈奴曼像脸上涂有红膏，穿着红衣服，并装饰有一把伞盖。左侧是一个石雕，描绘了那罗希摩（毗湿奴半人半狮的化身）正在吞噬恶魔金床，底座上的铭文显示该石雕刻于普拉塔普·马拉时期的1673年。

### 纳萨尔庭院

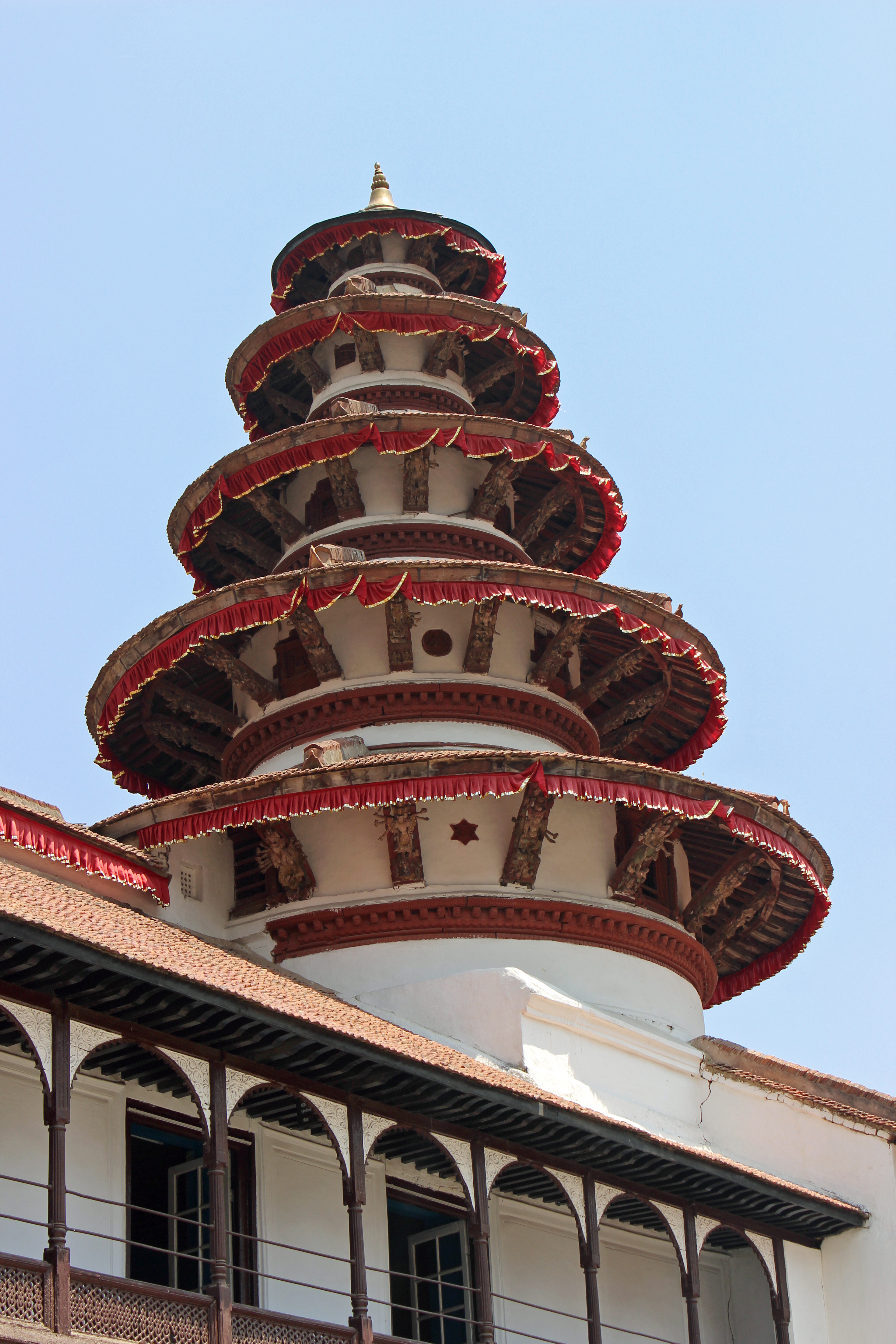
五面哈奴曼庙

进入哈奴曼门，毗邻哈奴曼庙，有纳萨尔庭院（Nasal Chowk）。纳萨尔（Nasal）意为“跳舞者”。纳萨尔庭院是因院子东侧的正在舞蹈的湿婆像而得名。1975年，比兰德拉加冕为国王，加冕处就在院子中间的平台上。在庭院的南侧，是9层的巴桑塔普尔塔（Basantapur）。庭院是马拉时期建造，庭院周围的建筑则是拉纳王朝的统治者们建造，建筑的门窗和支柱上有精美的雕刻。庭院平面为南北长的长方形，西北角有一个入口。入口处有雕刻有四个神像的门道，通往马拉国王的私人住所。一个金色的摩诃毗湿奴像如今在东墙上的一个露天阳台上供奉，此像原来供奉在院子中的摩诃毗湿奴庙内，1934年地震摧毁了摩诃毗湿奴庙。纳萨尔庭院里的其他建筑还有：东北角的马拉国王的接见室，在一个露天阳台上的历代马拉国王的宝座，以及历代沙阿国王的肖像。

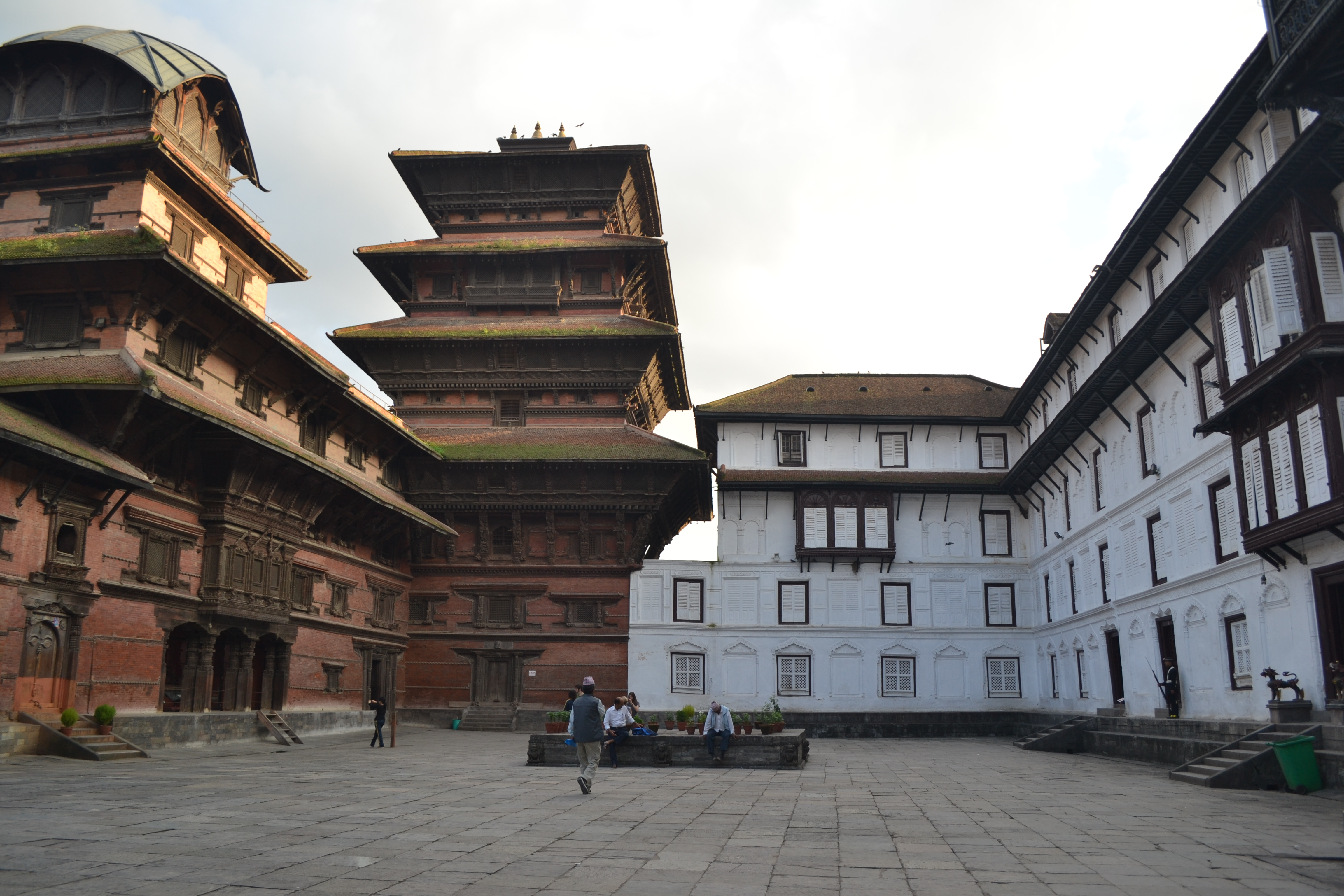
纳萨尔庭院，中间是巴桑塔普尔塔

五面哈奴曼庙（Panch Mukhi Hanuman Mansir）是供奉哈奴曼的庙宇，位于纳萨尔庭院的东北角，圆形的五重檐自下而上逐层缩小。该庙的祭司是唯一可以进入该庙的圣所的人。
巴桑塔普尔塔的名字巴桑塔普尔（Basantpur）意思是“春之地”。该塔位于纳萨尔庭院的南部，共九层，站在塔顶可俯瞰整个王宫及加德满都。这座塔的支柱上刻有情色意味的图像。该塔是国王普里特维·纳拉扬·沙阿为划定加德满都谷地的四个老城而建造的四个红色的塔之一，这四座塔分别是：加德满都塔（巴桑塔普尔塔）（Kathmandu 或 Basantapur Tower），基尔提普尔塔（Kirtipur Tower），巴克塔普尔塔（拉克希米·比拉斯）（Bhaktapur Tower 或 Lakshmi Bilas），帕坦塔（拉利特普尔塔）（Patan 或 Lalitpur Tower）。

### 穆尔庭院

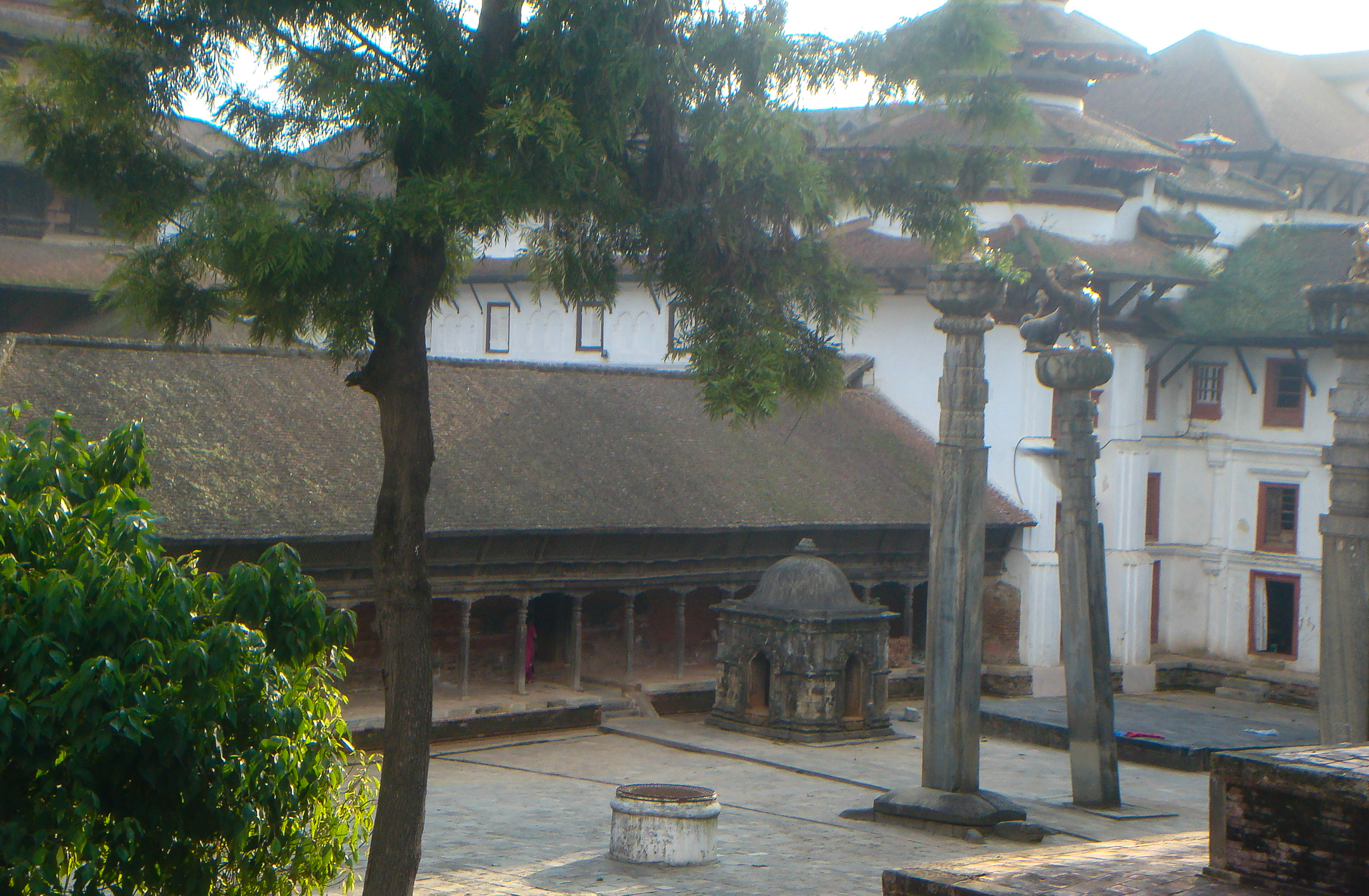
穆尔庭院

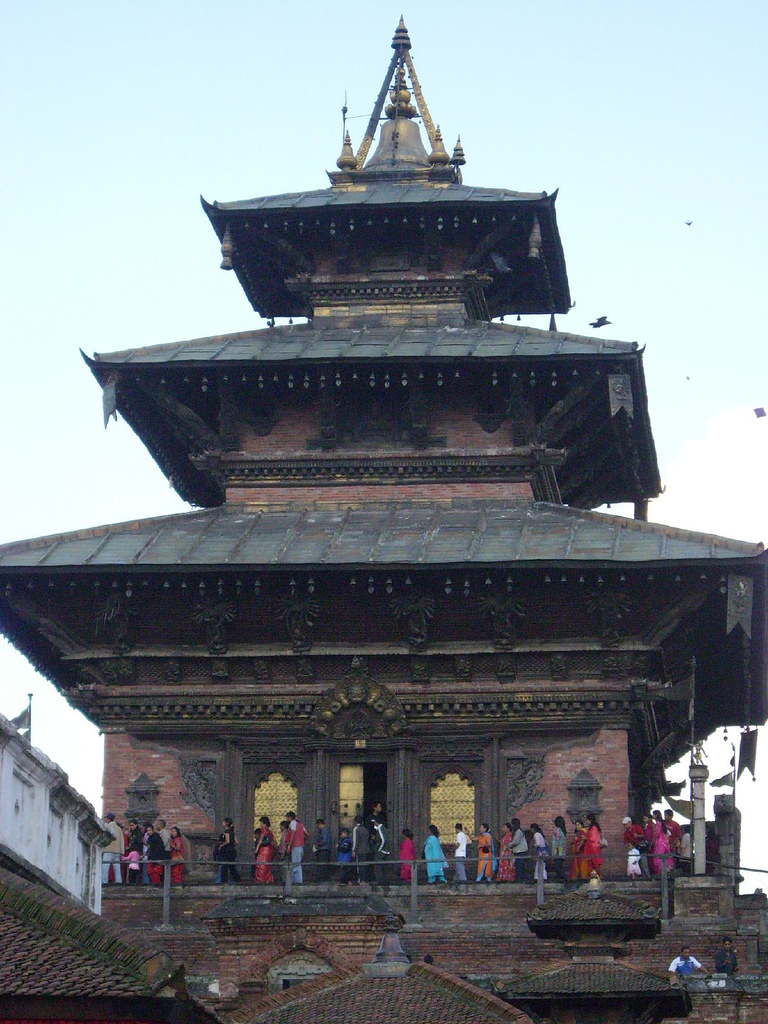
塔莱久庙

穆尔庭院是献给塔莱久·巴瓦尼（Taleju Bhawani）的。穆尔庭院是个四周带有两层楼房的院子，为王家专用的宗教场所。塔莱久·巴瓦尼是马拉家族的守护女神。塔莱久庙（Taleju Temple）位于穆尔庭院南部，带有金色的托拉纳（torana）。在德赛节（Dashain）期间，塔莱久被移到此庙。该庙大门两侧有恒河与亚穆纳河的河流女神像。德古·塔莱久庙（Degu Taleju Temple）是另一座三重檐的庙，由希瓦·辛格·马拉（Shiva Singh Malla）修建，也是献给塔莱久的。

### 莫汉庭院

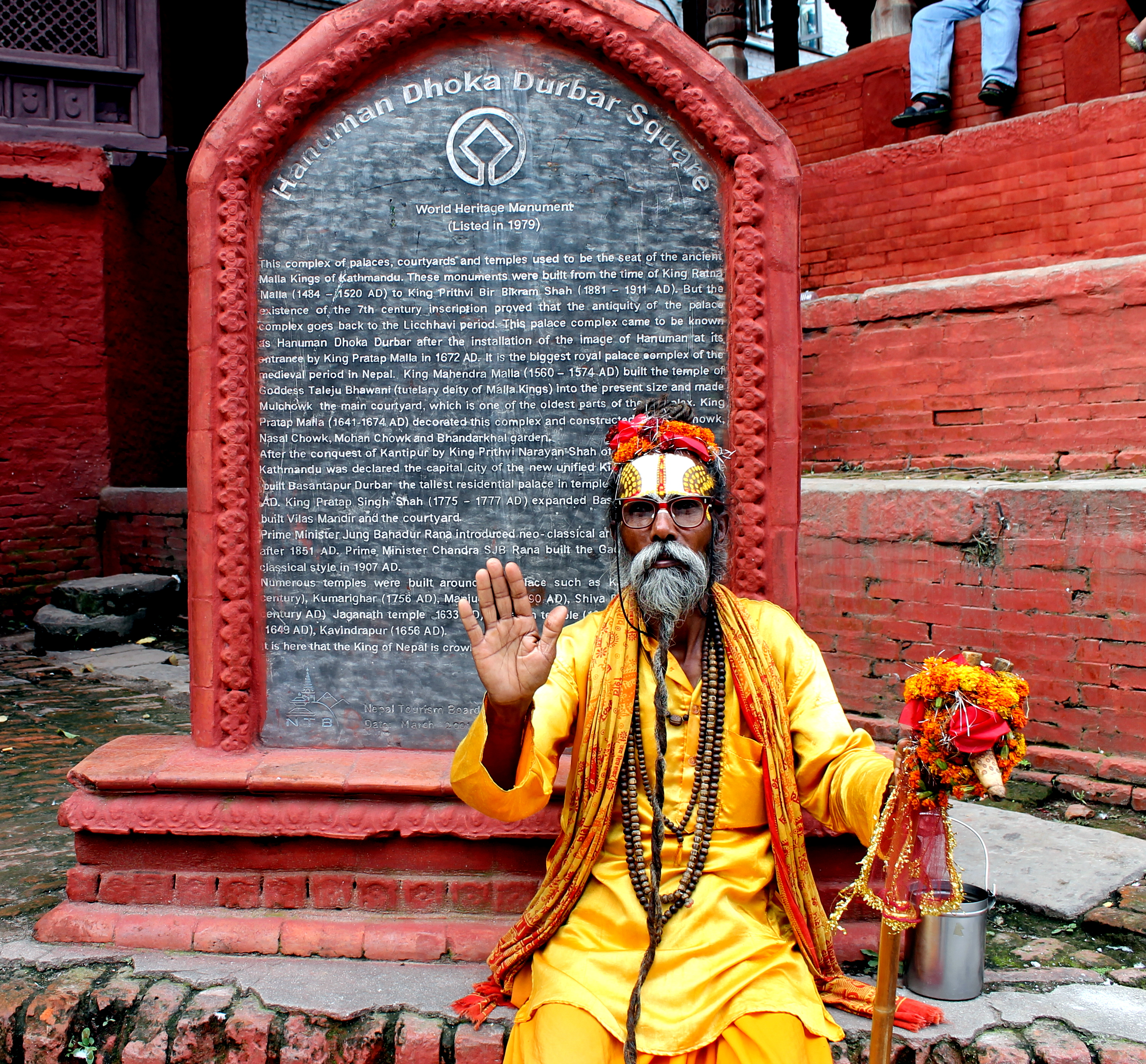
哈奴曼·多卡门口的世界遗产保护标志

莫汉庭院（Mohan Chowk）建于1649年，位于纳萨尔庭院以北，过去是马拉国王们的居住庭院。根据当时的规定，马拉国王要在这里出生才能继承王位。贾亚·普拉卡什·马拉（Jaya Prakash Malla）就是因为没达到这一要求而遇到了继位难题。莫汉庭院的中央，有一个金色的排水口，名叫“孙达拉”（Sun Dhara），据说水源是加德满都谷地北部的布达尼尔坎塔（Budhanilkantha）的泉水。这是一个华丽的雕刻喷口，位于院子地面以下数米，马拉国王用它进行日常沐浴。莫汉庭院的四角有塔。莫汉庭院的北面是孙达里庭院（Sundari Chowk）。

### 博物馆

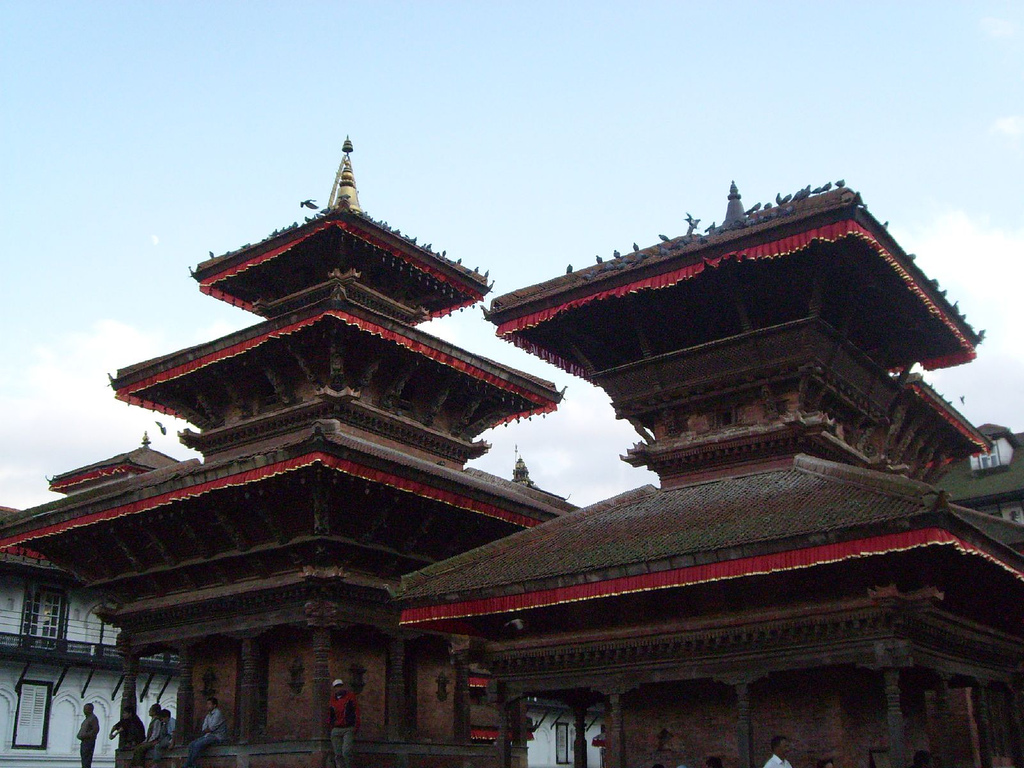
加德满都王宫广场上的毗湿奴庙（左）、因德拉普尔庙（Indrapur）（右）

纳萨尔庭院的西侧是特里布万博物馆（Tribhuwan Museum），展出国王比兰德拉的祖父的物品。展品中有精美的石雕，若干宝座，用于加冕的镶宝石饰品，武器，家具，寺庙木雕，钱币。国王特里布万的卧室、读书室以及随身物品也已照原样重设并保存在这里。该部分宫殿紧邻王宫广场，是由拉纳国王们在19世纪末创建。
该庭院的东南角有“国王马亨德拉纪念博物馆”（King Mahendra Memorial Museum），其中陈列有两个宝座。

## 外部連結
- Palace museum （页面存档备份，存于）

27°42′15″N 85°18′27″E / 27.7042°N 85.3075°E